# Kirrweiler
Kirrweiler là một đô thị thuộc huyện Südliche Weinstraße, bang Rheinland-Pfalz, Đức. Đô thị này có diện tích 14,84 km², dân số thời điểm 31 tháng 12 năm 2006 là 2077 người.